# Орон, Хаим
Хаим Орон (род. 26 марта 1940, Гиватаим, Палестина) — израильский политик, бывший министр сельского хозяйства Израиля. Был главой партии «Мерец — ХаТнуа ХаХадаша», и членом кнессета от этой партии.

## Биография
Орон родился в Гиватаиме, и рос в Рамат-Гане. Его родители эмигрировали из Польши до Второй мировой войны.
Служил в армии в воздушном десанте (Нахаль муцнах). Во время службы он с женой присоединились к кибуцу Лахав, где Орон преподавал в старших классах различные направления экономики кибуца.
Он стал членом комитета кибуца, и служил исполнительным секретарём. В 1968 стал секретарём движения «Ха-шомер ха-цаир». Дважды был национальным секретарём движения «Кибуц арци».
Отец пятерых детей. Один из сыновей — командир базы ВВС Израиля Хацор

## Карьера
- Орон — один из основателей «Шалом ахшав» (1978).
- В 1988 был выбран в кнессет от партии МАПАМ, которая в 1992 слилась с партиями «Рац» и «Шинуй», образовав «Мерец».
- В кнессете 13-го созыва был председателем комиссии по этике.
- В кнессете 14-го стал лидером «Мерец».

## Общественная деятельность
Орон, наряду с Йосси Бейлином, был одним из инициаторов Женевских соглашений.
Лауреат приза «Рыцарь Власти» в 2005.